# Marie Candide de l'Eucharistie
Maria Barba (née le 16 janvier 1884 à Catanzaro, en Calabre, dans le sud de l'Italie et morte le 12 juin 1949 à Raguse en Sicile) est une religieuse carmélite italienne connue sous son nom en religion de Maria Candida dell’Eucaristia (Marie Candide de l'eucharistie). Reconnue comme mystique, elle a laissé plusieurs écrits dont une méditation sur l'Eucharistie. Elle est béatifiée le 21 mars 2004 par le pape Jean-Paul II.

## Biographie

### Enfance
Maria Barba est née le 16 janvier 1884 à Catanzaro (Italie), elle est la fille de Pietro Barba et de Giovanna Flosena. Elle est la dixième d'une famille de douze enfants (cinq enfants décèderont prématurément). Son père est Premier Conseiller à la Cour d'appel, et Président de la Cour d'appel. Originaire de Palerme, son père s'est installé à Catanzaro pour raison professionnelle.
Maria est baptisée au 3e jour de sa naissance. Sa mère s'occupe dans un premier temps de son éducation.
À l'âge de sept ans, elle commence sa scolarité au Collège « Maria al Giusino » (école primaire). Elle a d'excellentes notes à l'école.
C'est dans cette même école, que le 3 avril 1894, à l'âge de 10 ans, elle reçoit sa Première communion. La religieuse chargée de son enseignement témoignera avoir gardé le souvenir de cet événement tant la jeune Maria avait montré une grande ferveur lors de sa communion.
À l'âge de 14 ans ses parents lui font prendre des cours de piano.
En juin 1899, elle a une forte expérience de la grâce de Dieu. Le 2 juillet, elle assiste à une cérémonie de remise d'habit religieux. Ce moment sera pour elle un appel à la vie religieuse qui, malgré l'opposition familiale, restera profondément ancré en elle. Plus tard, la lecture du livre "Histoire d'une âme", où sainte Thérèse de Lisieux décrit sa dévotion pour l'Eucharistie, poussera Maria à choisir le Carmel.

### Difficultés pour entrer au Carmel
Ses parents, bien que profondément croyants, s'opposent à sa vocation religieuse. Ses parents et frères veulent la pousser au mariage, mais elle refuse énergiquement.
Après la mort de son père, le 21 juin 1904, ses frères se montrent encore plus intransigeants que lui et vont jusqu'à lui interdire de se rendre seule à l'église.
Sa mère lui demande également d'attendre, pour entrer dans les ordres, qu'elle soit décédée.
En septembre 1910 elle se rend en pèlerinage à Rome avec sa famille, elle est reçue en audience par le pape Pie X.
Maria reçoit le sacrement de Confirmation le 12 novembre 1912, à l'âge de 28 ans. À cette époque, ce sacrement n'est donné que peu de temps avant le mariage. Ne voulant pas être mariée, Maria utilise une ruse pour recevoir ce sacrement en secret, profitant du passage dans la maison de sa sœur Luisa de Mgr Bova, évêque auxiliaire de Palerme.
Après le décès de sa mère, le 5 juin 1914, elle prend en charge la famille et devient le centre affectif du foyer familial. Ses frères s'opposant à son départ dans un couvent, elle doit encore attendre 5 ans avant de réaliser son rêve.
Sa mère lui ayant permis d'assister les Sœurs de la Visitation, elle envisage un temps d'entrer dans cet ordre. Mais le cardinal Lualdi, archevêque de Palerme, l'oriente vers les Carmélites de Raguse. Maria leur écrit en les priant de l'accepter dans leur monastère.

### Entrée au Carmel
Elle entre comme postulante chez les carmélites déchaussées de Raguse le 25 septembre 1919. Elle prend l'habit de religieuse le 16 avril 1920 et choisit le nom de Maria Candida dell'Eucaristia (Marie Candide de l'Eucharistie). Elle fait sa première profession en 1921 et sa profession solennelle le 23 avril 1924. Elle a une dévotion particulière pour l'Eucharistie.
Aucun de ses frères n'est venu assister à son entrée au Carmel, ni à sa prise d'habit. Ce fut une grande souffrance pour elle.

### Action au Carmel
Les sœurs diront qu'elle a rempli les différentes tâches qui lui sont affectées (porterie, sacristie, aide-cuisinière) de façon admirable.
Le 12 novembre 1924, elle est élue prieure du monastère. À l'exception d'une  brève  période, elle restera à ce poste jusqu'en 1947, soit deux ans avant sa mort.
Maria transmet à sa communauté un profond amour pour la Règle de sainte Thérèse d'Avila. Elle contribue à l'expansion du Carmel féminin en Sicile et à la réinstallation de carmes déchaux dans l'île.

### Œuvres
Le 16 juin 1922 elle commence à écrire son premier manuscrit : l'histoire de sa vocation et de son arrivée à Carmel. Celui-ci sera publié sous le titre « Montée : premiers pas » (Salita : primi passi).
Le 5 novembre 1926, à la demande de son confesseur, elle commence à écrire l'histoire de sa vie carmélitaine, publiée sous le titre Le chant sur la montagne.
En 1933, à la demande de sa prieure, elle commence à rédiger une profonde méditation sur l'Eucharistie. L'ouvrage sera terminé en 2 ans. Ce document a été considéré par certains comme son chef-d'œuvre spirituel. Son ouvrage contient une intense méditation sur l'Eucharistie, méditation qui se base sur un approfondissement théologique, mais également sur une expérience personnelle. Pour Mère Maria Candida, l'Eucharistie est à la fois école, nourriture, et rencontre avec Dieu. L'Eucharistie est  fusion du cœur, école de vertu et sagesse de vie.
En 1947 elle écrit quelques réflexions sur la vie carmélitaine. Cet ouvrage sera publié sous le titre "Perfection Carmélitaine".
Durant l'année 1947, Maria Candida dell’Eucaristia est désignée comme la fondatrice du monastère carmélite de Syracuse.

### Mort

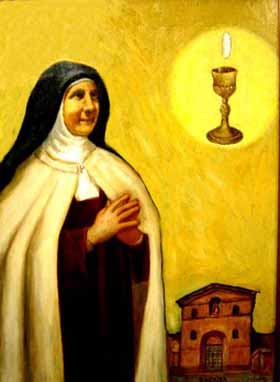
Maria Candida de l'Eucharistie (née Maria Barba), vue fragmentaire d'une icône. Auteur inconnu.

Atteinte d'un cancer du foie, et après plusieurs mois de grandes souffrances physiques, Maria Candida meurt le 12 juin 1949, à l'âge de 65 ans, le jour de la fête de la Sainte Trinité.
Durant la nuit de son décès, Sœur Marguerite-Marie du Saint Sacrement est subitement guérie d'un grave eczéma situé sur son pied droit, dont elle souffrait depuis de nombreuses années, et que les médecins avaient jugé incurable.
Le 14 juin ont lieu les obsèques solennelles de Mère Maria Candida, dans l'église du monastère de Raguse, en présence d'un nombre impressionnant de personnes.

### Béatification
Le 5 mars 1956, Mgr Francis Pennisi, évêque de Raguse, ouvre le procès diocésain ordinaire pour la béatification de Marie Candide. Ce procès est clos le 28 juin 1962.
Le 12 juin 1986 Mgr Angelo Rizzo ouvre le procès sur le miracle (nécessaire pour la béatification) qui sera clos le 9 décembre 1986.
La cause de béatification est déposée à Rome le 9 novembre 1992. Et le 18 décembre 2000, le pape Jean-Paul II déclare Mère Candida « vénérable ».
Le 21 mars 2004, le pape Jean-Paul II déclare Marie Candide de l'eucharistie bienheureuse en même temps que 3 autres religieux. Durant l'homélie de la messe de béatification, le pape dira d'elle qu'elle « fut une authentique mystique de l'Eucharistie ; elle en fit le centre unificateur de toute son existence, suivant la tradition carmélite, en particulier l'exemple de sainte Thérèse de Jésus et de saint Jean de la Croix ».
Sa fête liturgique est célébrée le 12 juin, ou le 14 juin dans l'Ordre du Carmel, avec rang de mémoire facultative.

## Annexe